# Ondine (tafelmiddenstuk)

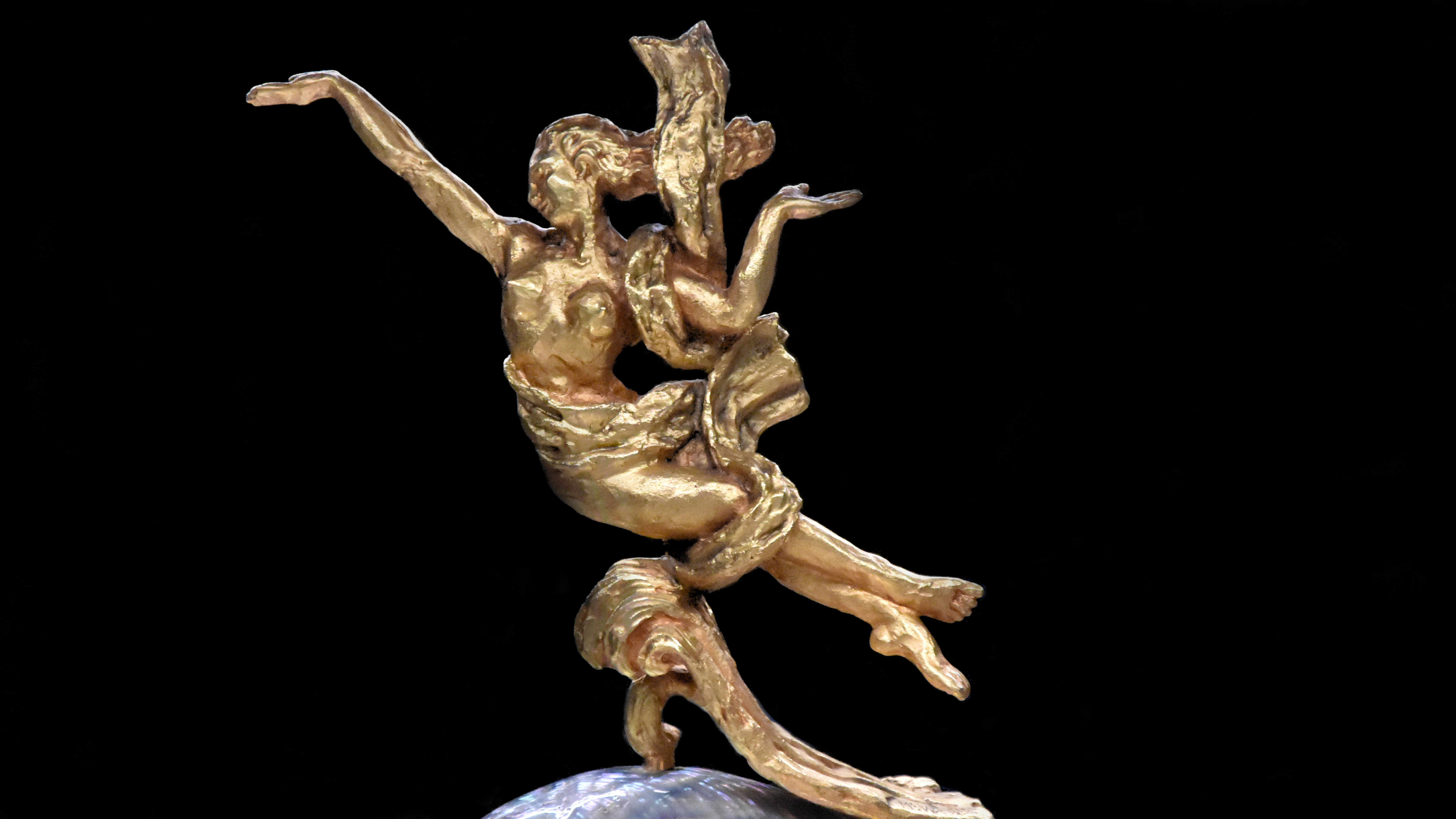
Ondine

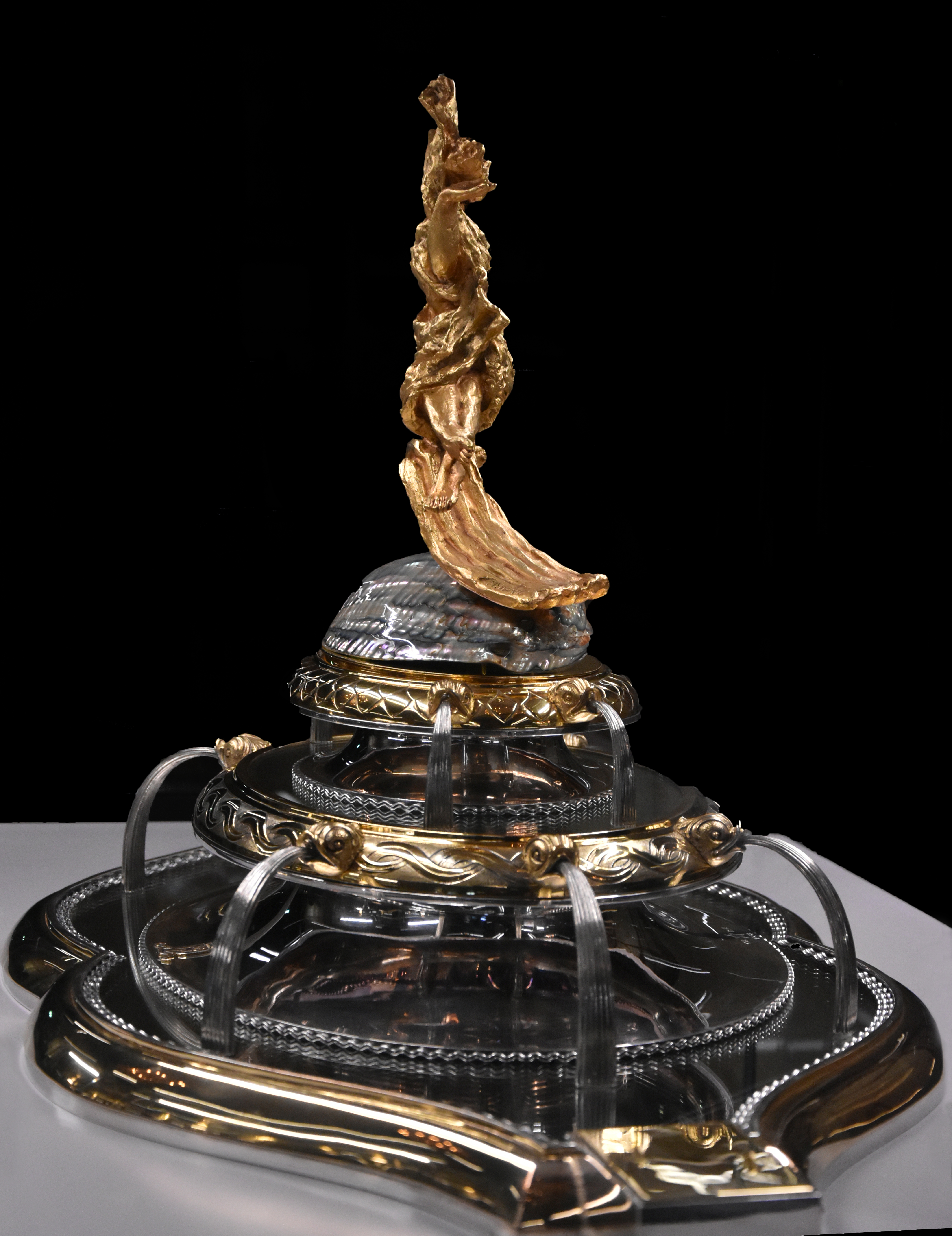
Het tafelmiddenstuk Ondine

Ondine is een tafelmiddenstuk van Marcel Wolfers en Charles Geets en dateert van 1958. Bovenaan dit tafelmiddenstuk prijkt de mythologische waternimf Ondine.

## Beschrijving
Dolfijnen die water spuiten, vullen een waterval van drie bekkens, bekroond met een gepolijste schelp waarop een bronzen waternimf staat. De suggestie van de weerschijn van water wordt gevormd door de weerkaatsing in spiegels van het licht van elektrische lampen onder de bekkens.

## Achtergrond
Ondine werd besteld om een tafel in het kasteel Belvédère te Brussel te versieren tijdens de evenementen die er plaatsvonden ter gelegenheid van de Wereldtentoonstelling van 1958. Het stuk getuigt van een tijd toen kunstenaars niet wisten te kiezen tussen conservatisme en traditie enerzijds en de opkomst van het modernisme aan de ander kant. Het getuigt nog een laatste keer van de drang naar prestige, grandeur, luister en etiquette tijdens het interbellum.
De verschillen in stijl van de waternimf en de rest van Ondine wijst erop dat hier twee ontwerpers aan het werk waren: Marcel Wolfers, wiens handtekening op de waternimf staat, en Charles Geets, sinds 1927 ontwerper-tekenaar bij Wolfers Frères, de auteur van de rest van het tafelmiddenstuk.

## Geschiedenis
In 2003 werd Ondine aangekocht door het Erfgoedfonds van de Koning Boudewijnstichting. Het is tentoongesteld in het DIVA te Antwerpen.